# عزلة بني عبد الكريم (ريمة)

تعديل مصدري - تعديل

عزلة بني عبد الكريم هي إحدى عزل مديرية بلاد الطعام في محافظة ريمة اليمنية ويبلغ تعداد سكانها 930 نسمة حسب التعداد السكاني في اليمن لعام 2004.

## التقسيم الإداري
القرى التابعة لعزلة بني عبد الكريم :
| قرية         | عدد المساكن | عدد الأسر | الذكور | الأناث | الإجمالي |
| ------------ | ----------- | --------- | ------ | ------ | -------- |
| الركنه، ريمة | 94          | 82        | 244    | 241    | 485      |
| بيانه، ريمة  | 67          | 61        | 179    | 194    | 373      |
| الدفان، ريمة | 15          | 12        | 30     | 42     | 72       |
| الإجمالي     | 176         | 155       | 453    | 477    | 930      |